# Associazione Calcio Bolzano 1948-1949
Questa voce raccoglie le informazioni riguardanti l'Associazione Calcio Bolzano nelle competizioni ufficiali della stagione 1948-1949.

## Rosa
| N. |                   | Ruolo | Calciatore           |
| -- | ----------------- | ----- | -------------------- |
|    | Italia (bandiera) | C     | Carlo Bettin         |
|    | Italia (bandiera) | P     | Casale               |
|    | Italia (bandiera) | C     | Bruno Chizzo         |
|    | Italia (bandiera) | D     | Alessandro Codeluppi |
|    | Italia (bandiera) | A     | B. Ferrigato         |
|    | Italia (bandiera) | P     | Fornelli             |
|    | Italia (bandiera) | C     | Walter Giacomello    |

| N. |                   | Ruolo | Calciatore        |
| -- | ----------------- | ----- | ----------------- |
|    | Italia (bandiera) | A     | S. Maestri        |
|    | Italia (bandiera) | A     | Evaristo Malavasi |
|    | Italia (bandiera) | D     | A. Montibeller    |
|    | Italia (bandiera) | A     | I. Negri          |
|    | Italia (bandiera) | D     | A. Payer          |
|    | Italia (bandiera) | A     | A. Peloso         |
|    | Italia (bandiera) | A     | Righi             |